# Dīnārān
Dīnārān (persiska: دیناران) är en ort i Iran.   Den ligger i provinsen Västazarbaijan, i den nordvästra delen av landet, 500 km väster om huvudstaden Teheran. Dīnārān ligger 1 144 meter över havet och antalet invånare är 166.
Terrängen runt Dīnārān är kuperad åt sydväst, men åt nordost är den bergig. Terrängen runt Dīnārān sluttar söderut.Runt Dīnārān är det ganska tätbefolkat, med 100 invånare per kvadratkilometer. Närmaste större samhälle är Bītūsh, 6,7 km nordväst om Dīnārān. Trakten runt Dīnārān består till största delen av jordbruksmark.